# Opsilia badenkoi
Opsilia badenkoi là một loài bọ cánh cứng trong họ Cerambycidae.